# Мольєдо
Мольєдо (ісп. Molledo) — муніципалітет в Іспанії, у складі автономної спільноти Кантабрія. Населення — 1679 осіб (2009).
Муніципалітет розташований на відстані близько 310 км на північ від Мадрида, 39 км на південний захід від Сантандера.
На території муніципалітету розташовані такі населені пункти: Кобехо, Ельгера, Мольєдо (адміністративний центр), Сан-Мартін-де-Кеведо, Санта-Крус, Санта-Олалья, Сіліо.

## Демографія
Динаміка населення (INE ):

## Галерея зображень

Розташування муніципалітету